# 宮崎蕗苳
宮崎 蕗苳（みやざき ふき、1925年9月6日 - 2022年1月20日）は、日本の華道家、歌人。柳原白蓮の長女。短歌結社「ことたま」を継承して主宰した。
東京都出身。昭和天皇の又従兄妹。

## 来歴・人物

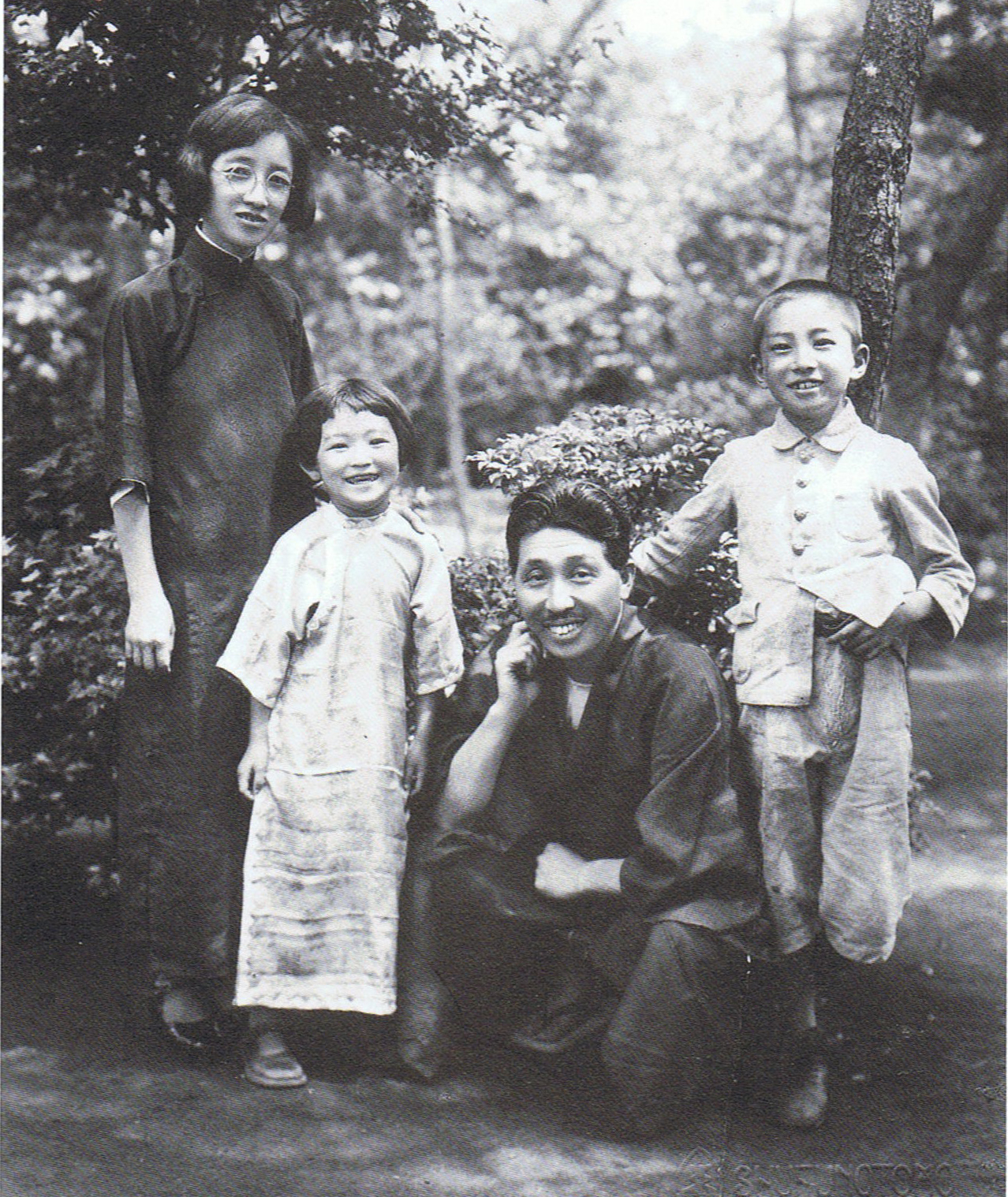
1930年（昭和5年）。右から香織（兄）、龍介、蕗苳、柳原白蓮（燁子）

1925年、柳原白蓮・宮崎龍介の長女として生まれた。父方の祖父、宮崎滔天(とうてん)は、清朝を倒した辛亥革命を指導した中国の革命家、孫文の盟友として知られる。国父である孫文の友人・滔天の孫として、5年に1度は辛亥革命の記念式典に国賓として招待され、歓迎された。父の龍介は1937年、日中戦争の和平工作のため、当時の首相、近衛文麿の命をうけ蒋介石への密使として派遣された。しかし途中で憲兵に拘束され、未遂に終わった（宮崎工作）。祖父の遺志を継ぎ、民間組織「滔天会」を設立して日中交流につくした。
光塩高等女学校（現・光塩女子学院）卒業。兄の香織は早稲田大学の学生のときに学徒出陣し、1945年8月に戦死した。白蓮が「悲母の会」を創立し、反戦活動を始めるきっかけになった。1946年、宮崎智雄（後に早稲田大学教授・応用化学、故人）を宮﨑家の婿養子として迎えた。明治神宮での結婚式第1号であった。二児に恵まれた。長男の黄石（こうせき）のことを白蓮は「香織の生まれ変わりだ」とかわいがった。
子育てが一段落すると、友人に誘われて華道をはじめた。山村御流（やまむらごりゅう、圓照寺）の教授、および名誉華務職を歴任した。また、母、白蓮が1934年に創刊した歌誌「ことたま」を受け継いで守り続けた。「むしろ後半生にこそ、母の本当の姿があったように思えます。」娘にとっての白蓮は、たおやかな貴人ではなく、歌を創り続けることで家族を支え、夫と添い遂げた一人の女性だった。
2022年1月20日、廃用症候群のため死去。智雄との結婚記念日であった。享年96。

## 著書
- 白蓮　娘が語る母 燁子（宮嶋玲子 著 宮崎蕗苳 監修、2007、旧伊藤伝右衛門邸の保存を願う会）
- 柳原白蓮の生涯: 愛に生きた歌人（宮崎蕗苳 監修、2014、河出書房新社）
- 白蓮　気高く、純粋に。時代を翔けた愛の生涯（宮崎蕗苳 監修/山本晃一編集協力、2014、河出書房新社）
- 娘が語る白蓮（宮崎蕗苳 著/山本晃一 編、2015、河出書房新社）